# Корона Фрідріха I

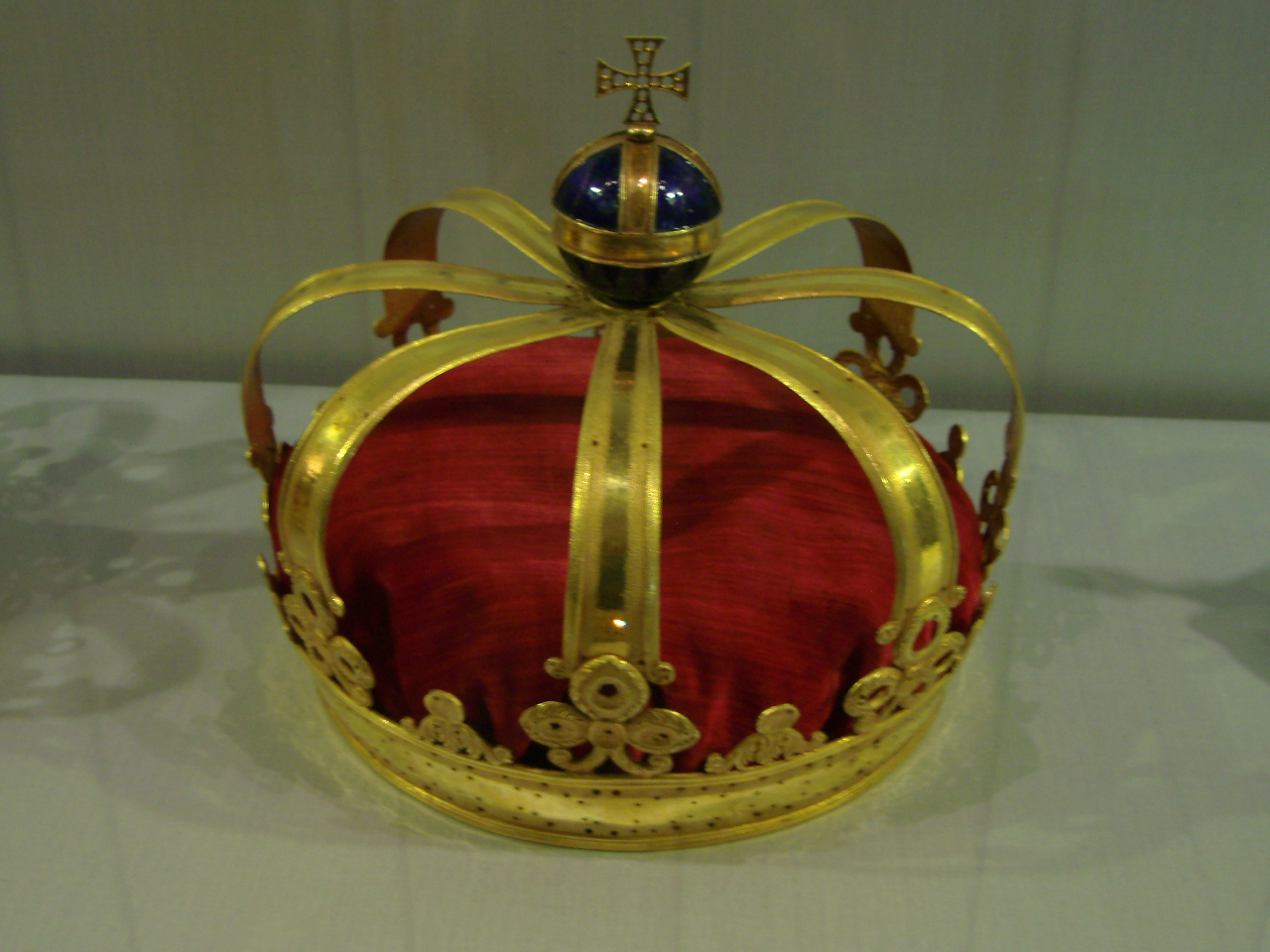
Корона Фрідріха І

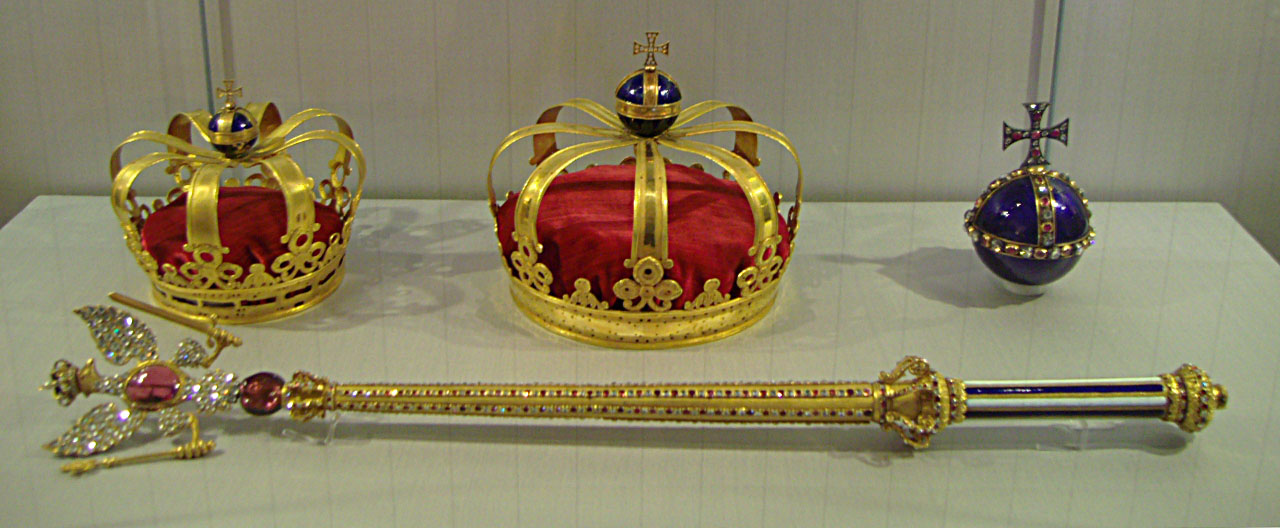
Королівські клейноди Пруссії

Корона Фрідріха I (нім. Krone Friedrichs I) — королівська корона, один з королівських коронаційних клейнодів Королівства Пруссії.
Спеціально виготовлена для церемонії коронації короля Пруссії Фрідріха I в Кенігзберзі.

## Історія
Корона була виготовлено до 1701 року для церемонії коронації Фрідріха Пруського в Кенігсберзі. Фрідріх додав до корони також відомий діамант Бо Сансі.
Коронація відбулася 18 січня 1701 року у формі самокоронації в Кенігсберзькому замку. Фрідріх коронував себе під ім'ям Фрідріха I і свою дружину Софію Шарлотту, що повинно було підкреслити незалежність його трону від будь-якої світської або церковної влади.
Підвищуючи свій статус з курфюрста Бранденбурга до короля Фрідріху вдалося об'єднати широко розкидані території Гогенцоллернів та запобігти поділу Бранденбурга-Пруссії, що раніше тримався спільно на особистій унії їх правителя. 
Однак титул короля обмежувався територією Пруссії, яка перебувала поза межами Священної Римської імперії. Самій коронації 1701 року передували важкі та виснажливі дипломатичні зусилля Фрідріха щодо забезпечення підвищення свого статусу, проти якого виступав імператор Леопольда I. 
Корону згодом використали для коронації наступника Фрідріха I, Фрідріха Вільгельма I та його сина — Фрідріха II. Частину коштовностей з корони згодом використали для корони Вільгельма II.
В даний час корона зберігається в Берліні в палаці Шарлоттенбург.